# John Sebastian
John Benson Sebastian (17 de marzo de 1944) es un cantautor, guitarrista y armonicísta estadounidense. Conocido por ser miembro fundador de la banda The Lovin' Spoonful, incluida en el Salón de la Fama del Rock and Roll en 2000. Sebastian formó parte del elenco de artistas que participaron en el Festival de Woodstock en 1969. Durante su etapa en solitario obtuvo un gran éxito con su sencillo de 1976 "Welcome Back".

## Biografía

### Inicios
Sebastian nació y creció en el Greenwich Village de Nueva York. Hijo de un músico armonicísta y una guionista de radio, su madrina fue la actriz Vivian Vance ("Ethel Mertz" en la serie I Love Lucy), intima amiga de su madre. Creció rodeado de música y de músicos, artistas como Burl Ives y Woody Guthrie, y escuchando tocar en su propio vecindario a Lead Belly y Mississippi John Hurt. Tras graduarse en la Blair Academy, un internado privado en Blairstown (Nueva Jersey) en 1962, Sebantian acudió durante un año a la Universidad de Nueva York, que abandonó para dedicarse a la música.
A principios de los 60, Sebastian se interesó por la música Blues y comenzó a tocar la armónica. A través de su padre, conoció a músicos de blues como Sonny Terry y Lightnin' Hopkins, que influyeron en su estilo. Formó parte de la corriente cultural folk y blues que en aquella época se estaba desarrollando en Greenwich Village y que más tarde evolucionaría hacia el folk rock.
Además de la armónica, Sebastian tocó la guitarra y ocasionalmente el autoarpa. En 1964, colaboró tocando la guitarra y la armónica en el álbum de Billy Faier, The Beast of Billy Faier. También tocó para Fred Neil en el álbum Bleecker & MacDougal y con Tom Rush en su álbum homónimo de 1965. Formó parte de las bandas Even Dozen Jug Band y The Mugwumps, que abandonó para formar the Lovin' Spoonful. Bob Dylan lo invitó a participar, tocando el bajo, en las sesiones de grabación de Bringing It All Back Home y a unirse a la banda para salir de gira, aunque Sebastian declinó la oferta para poder concentrarse en su propio proyecto, the Lovin' Spoonful.

### The Lovin' Spoonful
Sebastian fundó The Lovin' Spoonful junto al guitarrista canadiense Zal Yanovsky. Lanzaron su primer sencillo "Do You Believe in Magic" el 20 de julio de 1965, convirtiéndose en un éxito inmediato y alcanzando el número 9 del Billboard Hot 100. Este sería el primero de los siete sencillos de The Lovin' Spoonful que entraron de forma consecutiva en el top 10 del Billboard Hot 100 entre 1965 y 1966. A "Do You Believe in Magic" le siguió "You Didn't Have to Be So Nice" (Núm.10), "Daydream" (Núm.2), "Did You Ever Have to Make Up Your Mind?" (Núm.2), "Summer in the City" (Núm.1), su primer y único número 1, "Rain on the Roof" (Núm10) y "Nashville Cats" (Núm.8). La banda grabó además las bandas sonoras de las películas What's Up, Tiger Lily? de Woody Allen y You're a Big Boy Now de Francis Ford Coppola, con temas compuestos por el propio John Sebastian.
En 1967 un escándalo de drogas acabó con la marcha de Zal Yanovsky. El guitarrista canadiense había sido detenido en San Francisco por posesión de marihuana y ante el temor de una deportación, había dado el nombre de la persona que le había suministrado la droga, lo que provocó una reacción adversa por parte de la comunidad hippie que quiso boicotear la venta de los discos del grupo. Zanovsky abandonó la banda en mayo de 1967 y poco después lo haría también Sebastian, para iniciar su carrera en solitario.
Aunque el resto de componentes de la banda quisieron continuar con el proyecto, la marcha de sus dos fundadores y principales compositores hizo que The Lovin' Spoonful acabaran por separarse definitivamente en 1969.

### Carrera en solitario
Uno de los primeros proyectos de Sebastian tras abandonar The Lovin' Spoonful fue escribir la letra y la música del musical Jimmy Shine de Murray Schisgal, que se estrenó en Broadway en diciembre de 1968 con Dustin Hoffman como protagonista. El musical se mantuvo en cartel hasta abril de 1969.
En agosto de 1969, John Sebastian había acudido como espectador al festival de Woodstock. Se encontraba en el 'backstage' cuando la organización de forma improvisada le invitó a salir al escenario, ya que se necesitaba prolongar las actuaciones acústicas debido a que la lluvia había dañado los equipos para grupos amplificados y se estaba trabajando en repararlos. Sebastian realizó una actuación memorable, interpretando tres temas de su álbum John B. Sebastian, que todavía no se había publicado, y dos canciones de The Lovin' Spoonful; "Darling Be Home Soon" y "Younger Generation". Sebastian había consumido marihuana y LSD, ya que no tenía previsto salir a actuar, por lo que durante su actuación no dejó de gritar: "¡Sois realmente geniales!".
La actuación de Sebastian fue recogida en el álbum oficial de Woodstock y en la película documental. Veinticinco años más tarde participó en Woodstock '94, acompañando en la armónica a Crosby, Stills and Nash y actuando junto a su propia banda, the J-Band. En septiembre de 1969, un mes después de su aparición en Woodstock, realizó una actuación en el Big Sur Folk Festival, interpretando temas propios y del repertorio de The Lovin' Spoonful.
En enero de  1970, Sebastian publicó John B. Sebastian su primer álbum en solitario con Reprise Records (sello propiedad de Warner Bros. Records), que contó con la colaboración de Crosby, Stills & Nash. Fue el álbum de mayor éxito de la carrera en solitario de Sebastian, alcanzando el número 20 del Billboard. Debido a disputas legales MGM Records, también publicó el álbum, con diferente portada y sin autorización de Sebastian. A este lanzamiento le siguió el álbum en directo John Sebastian Live, también publicado por MGM. El segundo álbum para Reprise Records, Cheapo Cheapo Productions Presents Real Live John Sebastian, fue grabado a toda prisa a fin de proporcionar al público un álbum en directo autorizado por el artista.
Para su tercer álbum, The Four of Us (1971), Sebastian uso una banda de apoyo consistente en Paul Harris (teclados), Dallas Taylor (batería) y Kenny Altman (bajo). Estuvo considerando la idea de formar con ellos un grupo estable pero Harris y Taylor decidieron unirse a la banda de Stephen Stills, Manassas. Para la grabación de su siguiente álbum, Tarzana Kid (1974), Sebastian volvió a recurrir a una banda de apoyo, contando con los reconocidos músicos de sesión Lowell George (que coescribió con Sebastian el tema "Face of Appalachia"), Phil Everly, Emmylou Harris, the Pointer Sisters, David Grisman y Buddy Emmons. 

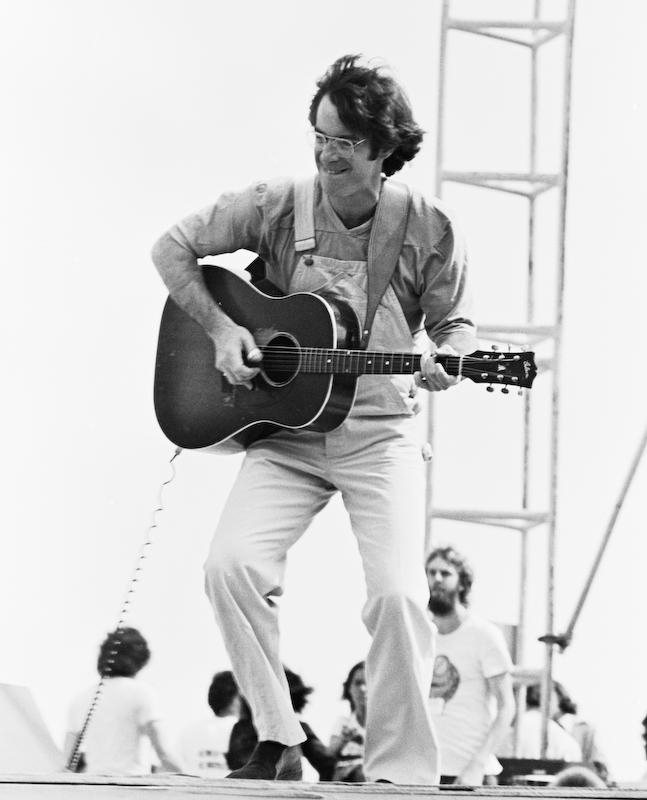
John Sebastian 1979

La carrera musical de Sebastian sufrió un estancamiento a mediados de los 70. Tras el lanzamiento de Tarzana Kid intentó dejar su sello discográfico, pero el contrato con Reprise Records le obligaba a publicar un disco más. En 1976 tuvo un inesperado éxito con el tema "Welcome Back" que fue incluido como canción de cabecera de la serie Welcome Back, Kotter. El tema alcanzó el número uno en el Billboard Hot 100, su único número uno en su andadura en solitario y Reprise Records publicó un álbum titulado Welcome Back que no tuvo la promoción que Sebastian esperaba. Tras este álbum, el último con Reprise, solo publicó con compañías independientes.
Durante los años 60 y 70, John Sebastian, participó como músico de sesión invitado en grabaciones de otros artistas. Tocó la armónica en el tema "Roadhouse Blues" de The Doors bajo el seudónimo de G. Puglese para evitar problemas con su contrato y para evitar que se le asociara con Jim Morrison, que en ese momento se enfrentaba a un juicio por conducta lasciva. También apareció en dos álbumes en directo de The Doors, tocando "Little Red Rooster" en Alive, She Cried e interpretando siete temas en Live in Detroit.
Sebastian aparece acreditado como arminicísta en el tema "Déjà Vu" de Crosby, Stills, Nash & Young, quienes previamente le habían propuesto unirse a la banda, invitación que declinó. Otra grabaciones en las que aparece son, el álbum Stephen Stills de Stephen Stills, You Can Be Anyone This Time Around de Timothy Leary y en Two Sides of the Moon el único álbum en solitario de Keith Moon.

## Discografía
- 1970 John B. Sebastian
- 1970 John Sebastian Live
- 1971 Cheapo-Cheapo Productions Presents Real Live John Sebastian
- 1971 The Four of Us
- 1974 Tarzana Kid
- 1976 Welcome Back
- 1982 Blues Harmonica
- 1993 Tar Beach
- 1995 John Sebastian
- 1996 I Want My Roots
- 1996 King Biscuit Flower Hour (en directo)
- 1996 John Sebastian Teaches Beginning Blues Harmonica
- 1999 Chasin' Gus' Ghost
- 2001 One Guy, One Guitar (en directo)